# Platygyra verweyi
Platygyra verweyi är en korallart som beskrevs av Wijsman-Best 1976. Platygyra verweyi ingår i släktet Platygyra och familjen Faviidae. IUCN kategoriserar arten globalt som nära hotad. Inga underarter finns listade i Catalogue of Life.